# Romeyn de Hooghe
Romeyn de Hooghe (baptisé le 10 septembre 1645 à Amsterdam et mort le 10 juin 1708 à Haarlem) est un important et prolifique graveur et caricaturiste néerlandais baroque.

## Biographie

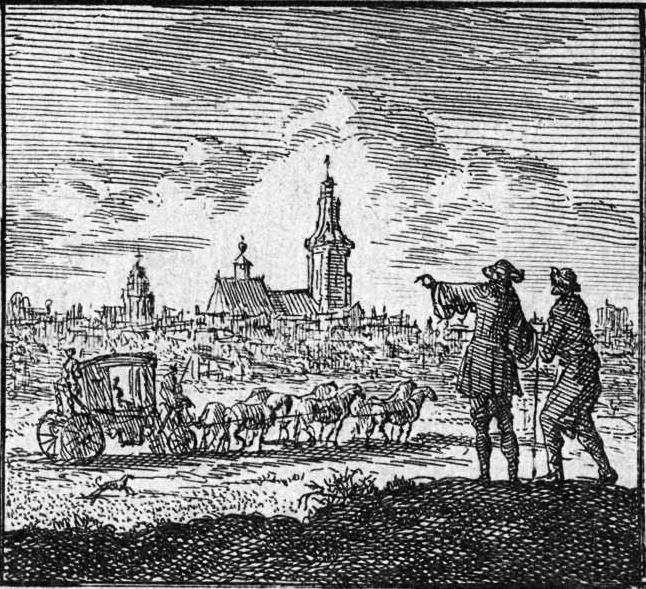
Croquis de La Haye, gravure (vers 1700)

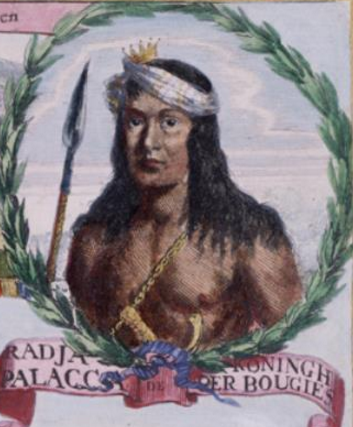
Portrait du prince bugis Arung Palakka du sud de Célèbes par De Hooghe (1669)

De Hooghe est connu comme graveur, dessinateur, peintre, sculpteur et médailliste. Il est surtout connu pour ses caricatures politiques de Louis XIV et ses dessins en faveur de Guillaume III d'Angleterre. Il va jusqu'à mener une campagne de dénigrement du monarque français au travers d'une série d’attaques personnelles diffusées à travers toute l’Europe, volontairement vulgaires ou méchantes, qui le ridiculisent en le représentant pris de coliques, à califourchon sur des monstres ou marchant avec des béquilles. D’une certaine façon, De Hooghe invente la satire contre Louis XIV. Durant sa carrière, de Hooghe réalisa plus de 3500 œuvres. Il illustra également des livres, et ses illustrations peuvent être trouvées dans les plus importants textes de cette période. Le Hieroglyphica of Merkbeelden der oude volkeren (1735) fut une œuvre emblématique pour la mythologie classique et son iconographie. Son œuvre « donne aux conventions baroques un aspect documentaire ».
Les Contes et nouvelles en vers de Jean de La Fontaine, illustrés par Romeyn de Hooghe, ont paru à Amsterdam en 1685.